# Ascidia tricuspis
Ascidia tricuspis är en sjöpungsart som beskrevs av Sluiter 1904. Ascidia tricuspis ingår i släktet Ascidia och familjen Ascidiidae. Inga underarter finns listade i Catalogue of Life.